# Combretum holstii
Combretum holstii är en tvåhjärtbladig växtart som beskrevs av Adolf Engler. Combretum holstii ingår i släktet Combretum och familjen Combretaceae. Inga underarter finns listade i Catalogue of Life.

## Bildgalleri

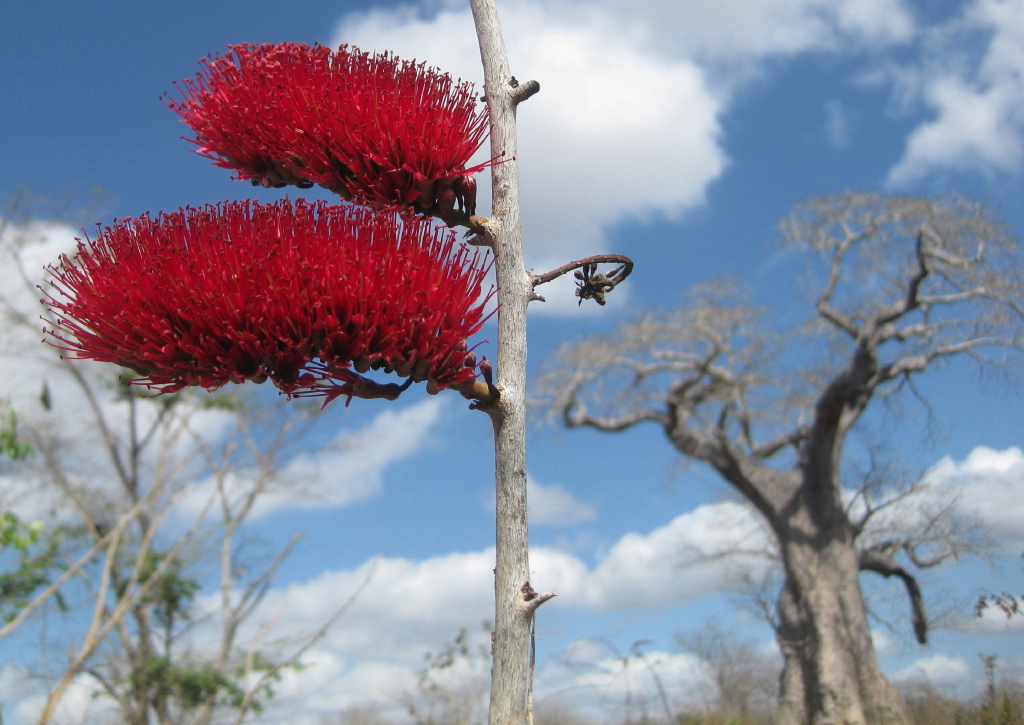
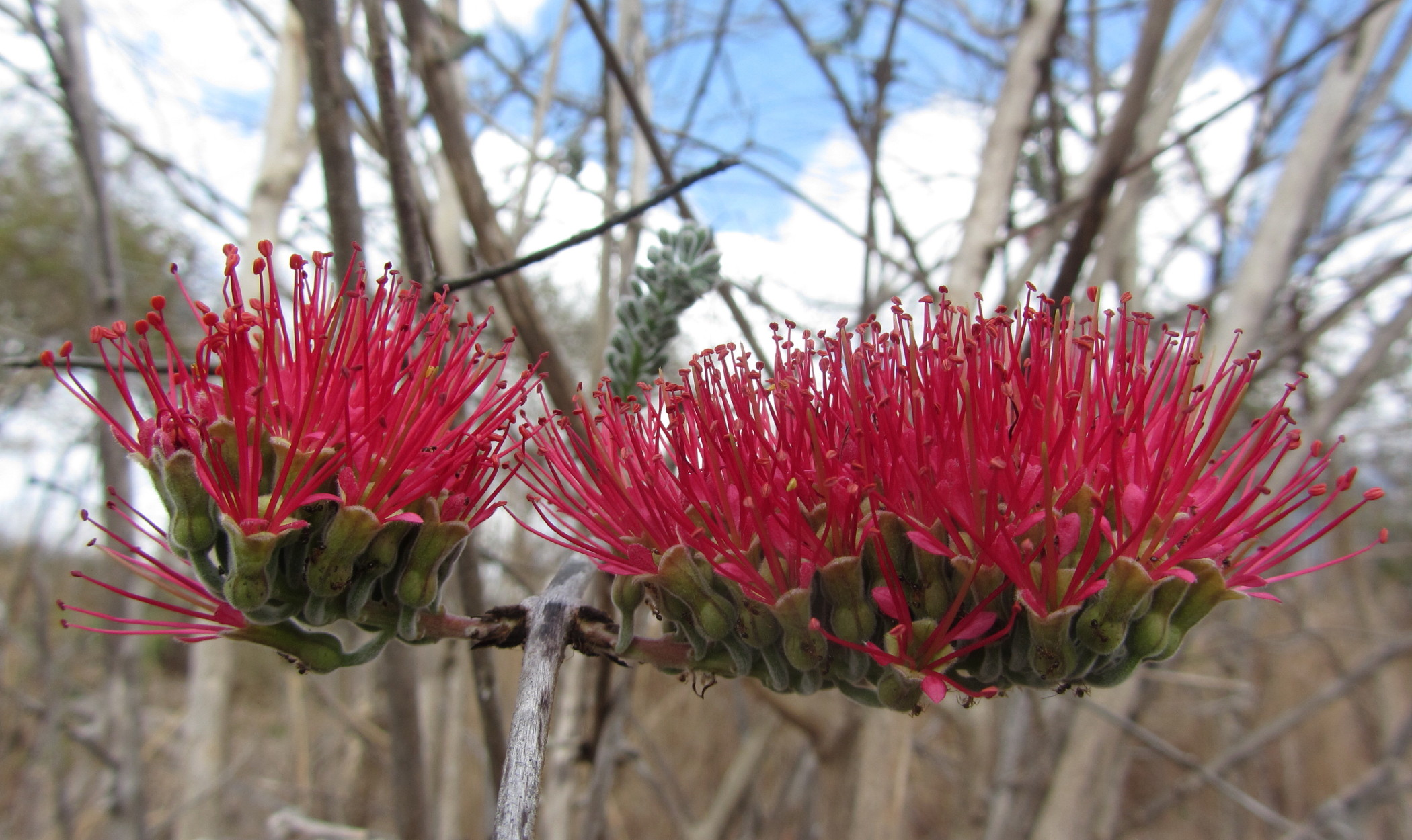
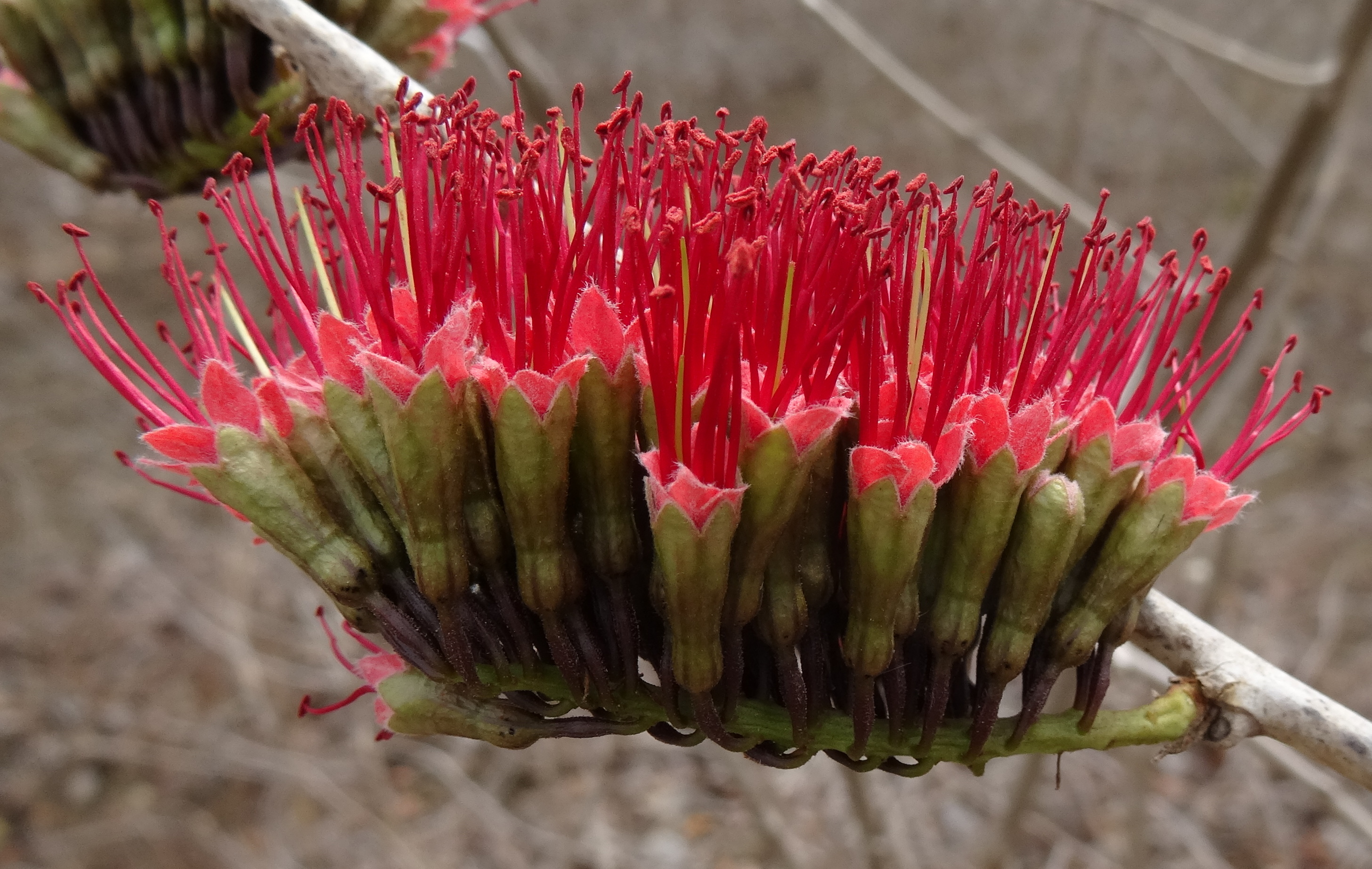
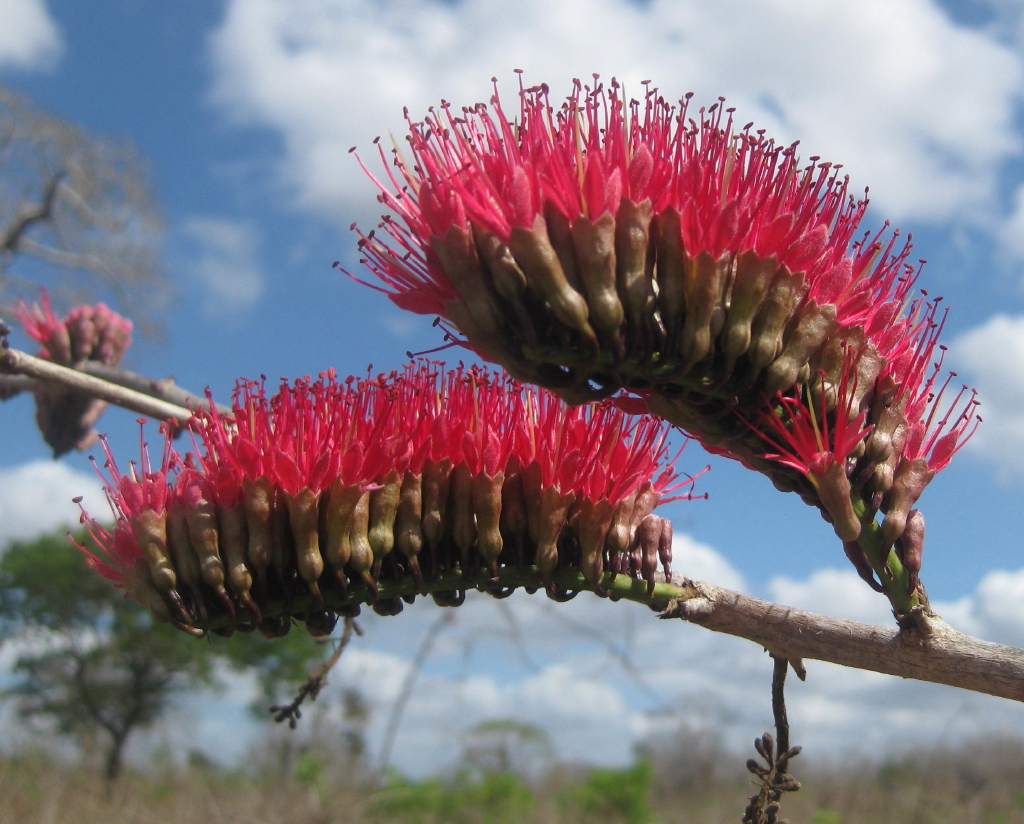